# American River (Australia)
American River – miasto w Australii, w stanie Australia Południowa.